# Condalia brandegeei
Condalia brandegeei är en brakvedsväxtart som beskrevs av Ivan Murray Johnston. Condalia brandegeei ingår i släktet Condalia och familjen brakvedsväxter. Inga underarter finns listade i Catalogue of Life.